# Adduser
Il comando adduser è la versione modificata del comando useradd, utilizzato nei sistemi operativi Unix-like. Esso si trova in alcuni sistemi come ad esempio i sistemi di tipo *BSD, tra cui FreeBSD e macOS, le distribuzioni Linux Debian e derivate (Ubuntu, Kubuntu, Edubuntu, Xubuntu, ecc) e la meta-distribuzione KISS Linux.

## Caratteristiche
Il comando dà la possibilità di specificare alcuni parametri, come per esempio il nome dell'utente da creare e anche la home directory da associargli. Infatti quando si crea un nuovo utente nel sistema, il programma utilizza allo scopo le informazioni contenute nel file /etc/adduser.conf, che definisce una configurazione standard per tutti gli utenti da creare.

A differenza del comando useradd, utilizzando adduser è possibile inserire delle informazioni aggiuntive, che sono riassunte nel campo GECOS (General Electric Comprehensive Operating System), che permettono di arricchire l'account dell'utente che si sta creando. Queste informazioni sono:
- Nome completo (normalmente l'unico utilizzato)
- Il numero dell'ufficio e dell'edificio
- Interno
- Recapito telefonico

è possibile visualizzarle con il comando finger e modificarle con chfn.

## Esempi di utilizzo
Un esempio della sintassi del comando è la seguente:
```
 adduser 
nome_utente
—home 
/home_directory_dell_utente
```

Per avere informazioni più dettagliate del comando si esegua da  terminale:
man adduser

## Differenze tra le distribuzioni GNU/Linux
Nelle distribuzioni Red Hat Linux (e sue derivate), adduser è solo un link al comando useradd. Il comando adduser, come versione avanzata di useradd, almeno in campo Linux è appannaggio esclusivo delle distribuzioni Debian-based.